# Abraham Seidenberg

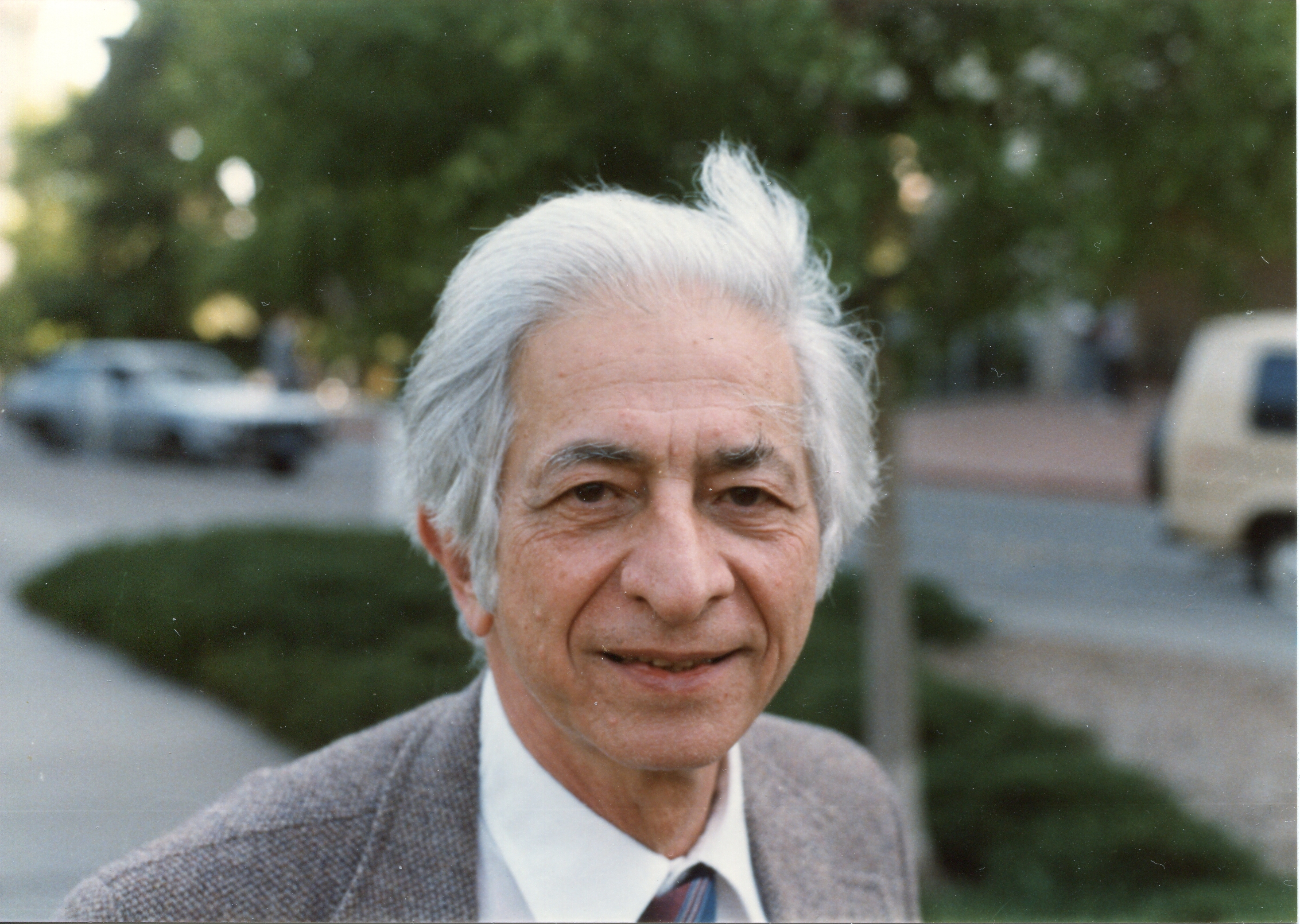
Abraham Seidenberg

Abraham Seidenberg (* 2. Juni 1916 in Washington, D.C.; † 3. Mai 1988 in Mailand) war ein US-amerikanischer Mathematiker.

## Leben
Seidenberg machte seinen Bachelor-Abschluss 1937 an der University of Maryland und wurde 1943 an der Johns Hopkins University promoviert (Valuation Ideals in Rings of Polynomials in Two Variables) und war dann an der Universität Berkeley, wo er ab 1945 Instructor war, 1958 Professor wurde und 1987 emeritierte. Er war mit der Italienerin Ebe Cagli verheiratet und häufig Gastprofessor in Mailand. Er beschäftigte sich vor allem mit algebraischer Geometrie und kommutativer Algebra (Idealtheorie). 1968 erschien sein Buch Elements of the theory of algebraic curves. Die Sätze von Cohen-Seidenberg, auch unter Going up und Going down bekannt, sind mit seinem Namen verbunden.
Als Mathematikhistoriker vertrat er die These des „rituellen Ursprungs“ von Arithmetik (beginnend mit dem Abzählen) und Geometrie. Seine These eines gemeinsamen Ursprungs von zwei Grundlinien antiker Mathematik, einer arithmetischen und einer mehr geometrischen Richtung, beeinflusste auch Bartel Leendert van der Waerden (Geometry and algebra in ancient civilizations).